# Owen Hart
Owen James Hart (7 de maig de 1965 - 23 de maig de 1999), va ser un lluitador professional canadenc, que va treballar a l'empresa World Wrestling Federation (WWF) des del 1986 al 1999. Hart va morir durant el PPV Over the Edge a Kansas City (Missouri) a causa del fet que un arnès no va soportar el seu pes quan anava a realitzar una entrada còmica.